# SS Haverford
SS Haverford foi um transatlântico encomendado em 1901 pela American Line, sendo também utilizado por outras companhias como a  International Mercantile Marine Company. Ele também serviu como um navio de tropas durante a Primeira Guerra Mundial. O navio foi torpedeado duas vezes, na qual foi gravemente danificado. Após uma reequipagem, ele foi adquirido pela White Star Line, sendo retirado de serviço em 1924 e desmontado no ano seguinte.

## História

### Primeiros anos
Haverford foi construído pelo estaleiro John Brown & Company, Escócia. Seu lançamento ocorreu no dia 4 de maio de 1901, destinado a navegar entre Southampton e Nova Iorque. Após sua equipagem, ele foi transferido para Liverpool e Filadélfia. Durante este período, o navio foi usado ocasionalmente pela Red Star Line e Dominion Line. Pela Red Star Line, Haverford navegou entre Antuérpia - Nova Iorque, e pela Dominion Line ele navegou entre Liverpool - Halifax.

### Primeira Guerra Mundial
Quando a Primeira Guerra Mundial começou, Haverford foi requisitado e convertido em um navio de tropas, destinado a servir na Campanha de Galípoli. Em 1917, ele foi atacado ao largo da costa da Irlanda pelo U-94. O navio foi gravemente danificado, mas sobreviveu. Após uma reforma de seis meses, ele foi novamente atacado por um U-Boot alemão, sobrevivendo mais uma vez.

### Pós-guerra
Haverford foi adquirido pela White Star Line em 1921, mas manteve o nome do navio, um ato incomum para a White Star Line, sendo que a maioria de seus navios havia nomes terminados com "-ic". O navio foi designado para navegar entre Liverpool - Filadélfia, sendo posteriormente transferido para a rota Hamburgo - Nova Iorque. Em 1924, foi descoberto problemas estruturais e elétricos no navio, tendo que retornar ao estaleiro para reparos. Após realizar sua última viagem para Filadélfia em dezembro do mesmo ano, ele foi vendido para uma empresa de demolição italiana, sendo transferido para a Itália e desmontado no ano seguinte.